# Bandera de la República del Río Grande
La bandera de la República del Río Grande fue la bandera utilizada por la República del Río Grande en 1840, durante 283 días del 17 de enero al 6 de noviembre. Este país estaba formado por los estados de Coahuila, Nuevo León y Tamaulipas, en el noreste de México. La bandera dejó de utilizarse tras la derrota de la República por las tropas mexicanas.

## Diseño

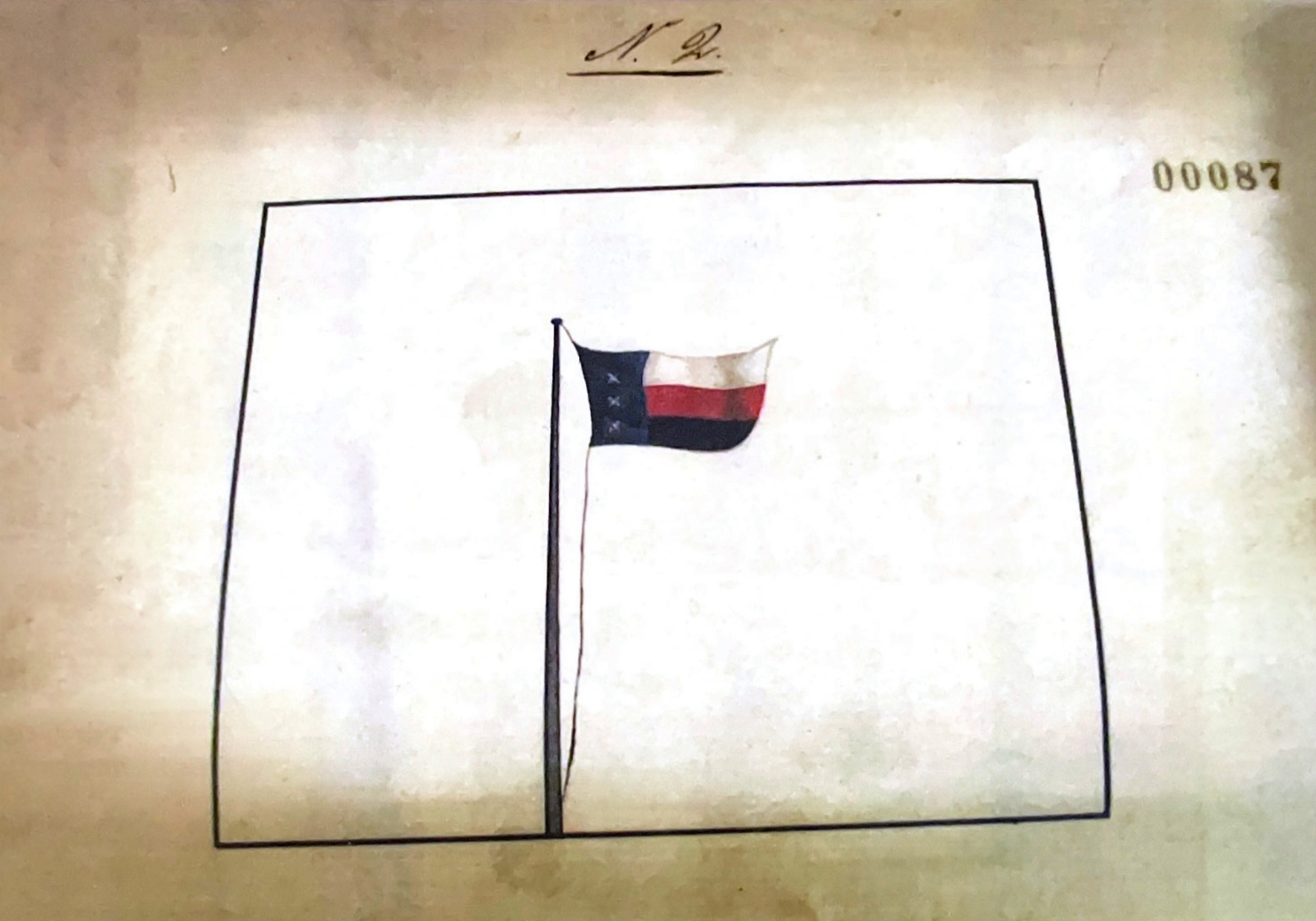
Boceto de 1840 creado por un espía centralista en el campamento del ejército federalista de José M. J. Carbajal.

La bandera de la República del Río Grande tiene un asta azul con tres estrellas blancas recorridas uniformemente a lo largo del asta. Las tres estrellas representan los tres estados que se separaron: Coahuila, Nuevo León y Tamaulipas. La mosca se divide en tres bandas, una blanca, una roja y una negra.

Hay otros diseños sugeridos para la bandera, según lo señalado por los historiadores, incluidos tricolores de (a) rojo, blanco y negro; (b) rojo, blanco y azul; y (c) rojo, blanco y verde.

Variante con franja negra
Variante con franja azul
Variante con franja verde

Los historiadores han notado que, cualquiera que fuera la bandera, tenía similitudes con la bandera de 1839 de la República de Texas y la bandera de 1841 de la posterior República de Yucatán.
La ciudad de Laredo, Texas, utiliza la variante de franja negra de esta bandera como bandera de la ciudad, al mismo tiempo que la incorpora a ella y a las seis banderas sobre el resto de Texas en el escudo de armas de su ciudad. Laredo había sido la capital de la breve república.